# Dorot
Dorot (hebr. דורות; pol. Pokolenia lub Generacje) – kibuc położony w Samorządzie Regionu Sza’ar ha-Negew, w Dystrykcie Południowym, w Izraelu. Członek Ruchu Kibucowego (Ha-Tenu’a ha-Kibbucit).

## Położenie
Leży na stoku rozległego wzgórza położonego w północno-zachodnim skraju pustyni Negew, w odległości 18 kilometrów od Morza Śródziemnego. Na zachód od wzgórza znajduje się wadi strumienia Hoga, a na północy i wschodzie jest wadi strumienia Dorot, i jego dopływów Ruchama i Dov. Na południowy wschód od kibucu znajduje się kompleks leśny Ja'ar Dorot.
W jego otoczeniu znajduje się miasto Sederot, kibuce Ruchama, Gewim i Beror Chajil, oraz moszawy Nir Akiwa, Nir Mosze i Jachini.

## Demografia
Liczba mieszkańców Dorot:

## Historia
Kibuc został założony 2 grudnia 1941 przez grupę żydowskich imigrantów z Niemiec. W 1942 wywiercono studnię. Osadnicy musieli walczyć z erozją ziemi, wydzierając pustyni kolejne pola uprawne, na których sadzono zboża, warzywa i sady owocowe. W ramach rekultuwacji gleby zasadzono wiele drzew, tworząc las Ja'ar Dorot. Stopniowo do kibucu dołączyli imigranci z Czechosłowacji i Łotwy, oraz Żydzi mieszkający już wcześniej w Mandacie Palestyny.
W dniu 28 sierpnia 1947 brytyjska policja mandatowa wkroczyła do kibuców Ruchama i Dorot. Przez pięć kolejnych dni policjanci bezskutecznie poszukiwali ukrytej broni żydowskich organizacji paramilitarnych. W trakcie tych działań wyrządzono duże szkody materialne w wiosce. Podczas I wojny izraelsko-arabskiej w maju 1948 kibuc został odcięty przez wojska egipskie i do końca wojny znajdował się w całkowitej izolacji. W październiku Siły Obronne Izraela przerwały egipskie linie i dotarły do Dorot z zaopatrzeniem.
W 1956 kibuc podłączono do państwowej sieci energetycznej.

### Nazwa
Kibuc został nazwany Dorot. Nazwa ta pochodzi od pierwszych liter trzech członków rodziny Dov Hoz (działacz ruchu syjonistycznego i związku zawodowego Histadrut), którzy zginęli w wypadku samochodowym w 1940. Byli to: Dov, jego córka Rikva i żona Tirtza.

## Kultura i sport
W kibucu znajduje się ośrodek kultury z biblioteką. W 2000 otworzono niewielkie muzeum archeologiczne. Z obiektów sportowych jest tu basen kąpielowy, dwa boiska do piłki nożnej i centrum sportowe z siłownią.

## Edukacja
Kibuc utrzymuje przedszkole. Między basenem a boiksiem znajduje się niewielki ogród zoologiczny, w którym hodowane są zwierzęta dla dzieci: kozy, owce, króliki, kaczki, łabędzie, pawie i papugi.

## Gospodarka
Lokalna gospodarka opiera się na rolnictwie. Uprawy polowe obejmują 15 tys. hektarów, na których uprawiane są: ziemniaki, zboże, marchew, arbuzy, groch, czosnek, rośliny przyprawowe. W sadach hodowane są cytrusy. Dodatkowo hoduje się tutaj bydło mleczne. Stado liczy około 400 krów, z produkcją wynoszącą około 5,2 mln litrów mleka rocznie. Całość obory i dojarni jest zautomatyzowana, i wymaga obsługi zaledwie ośmiu pracowników.
W kibucu jest także przemysł spożywczy. Tutejsza mleczarnia przerabia nadmiar produkcji mleka i produkuje: mleko pasteryzowane, jogurty, różnorodne sery i serniki. Natomiast warzywa i przeprawy są przerabiane w tutejszym zakładzie Dorot Garlic & Herbs, który od 1992 specjalizuje się w produkcji i sprzedaży produktów mrożonych na całym świecie. Firma jest obecnie największym w Izraelu dostawcą świeżych produktów mrożonych. Firma Dorot Control Valves produkuje systemy kontrolujące przepływ wody, w tym wodociągi, sieci dystrybucyjne, kanalizację, oczyszczalnię wody i ścieków, wodne instalacje przeciwpożarowe oraz systemy nawadniające uprawy rolnicze.
W branży usługowej znajduje się tutaj warsztat mechaniczny, stolarnia, pralnia i restauracja. Dla potrzeb obsługi ruchu turystycznego prowadzone są domki pod wynajem z barem.

## Infrastruktura
W kibucu znajduje się ośrodek zdrowia, dom opieki społecznej dla osób starych i sklep wielobranżowy.

## Komunikacja
Z kibucu wyjeżdża się na północ na drogę nr 334, którą jadąc na zachód dojeżdża się do drogi nr 232 i miasta Sederot, natomiast jadąc na południowy wschód dojeżdża się do kibucu Ruchama.